# Màlik Karanful Mubàrak Xah
Màlik Karanful Mubàrak Xah Xarki fou sultà xàrquida del sultanat de Jaunpur.
Malik Karanful era fill adoptiu de l'eunuc habshi Malik Sarwar Khwadja-i Djahan Malik al-Xark i el va succeir a la seva mort el 1399. Com el seu pare adoptiu, era també un habshi. El sultanat de Delhi no podia exercir cap autoritat després que la seva capital havia patir el saqueig durant quinze dies per part de les forces de Tamerlà (final de 1398 i començament del 1399), cosa que fou aprofitada per Karanful, que a diferència del seu pare va agafar el títol reial de sultà amb el nom de Mubarak Shah i va fer llegir la khutba en nom propi, emetent moneda. Del títol de Malik al-Xark (rei d'Orient) va derivar el nom de la dinastia (shàrkida o xàrquida).
Mallu Ikbal, que al sortir Tamerlà de Delhi el 1399 havia assolit el poder en absència del sultà Nàssir-ad-Din Mahmud Xah Tughluq, va atacar Jaunpur sense èxt. Mallu Ikbal va cridar el sultà que va retornar a Delhi l'octubre de 1401 i assabentat de la mort de Mubarak a finals d'aquest any van aprofitar el moment per atacar altre cop el sultanat però el germà petit i successor de Mubarak, Ibrahim Xah Xarki, va poder dominar la situació.